# Frücht
Frücht es un municipio situado en el distrito de Rin-Lahn, en el estado federado de Renania-Palatinado (Alemania). Su población estimada a finales de 2016 era de 554 habitantes.
Se encuentra ubicado al este del estado, cerca de los ríos Lahn y Rin, y de la frontera con el estado de Hesse.